# Langeneichstädt

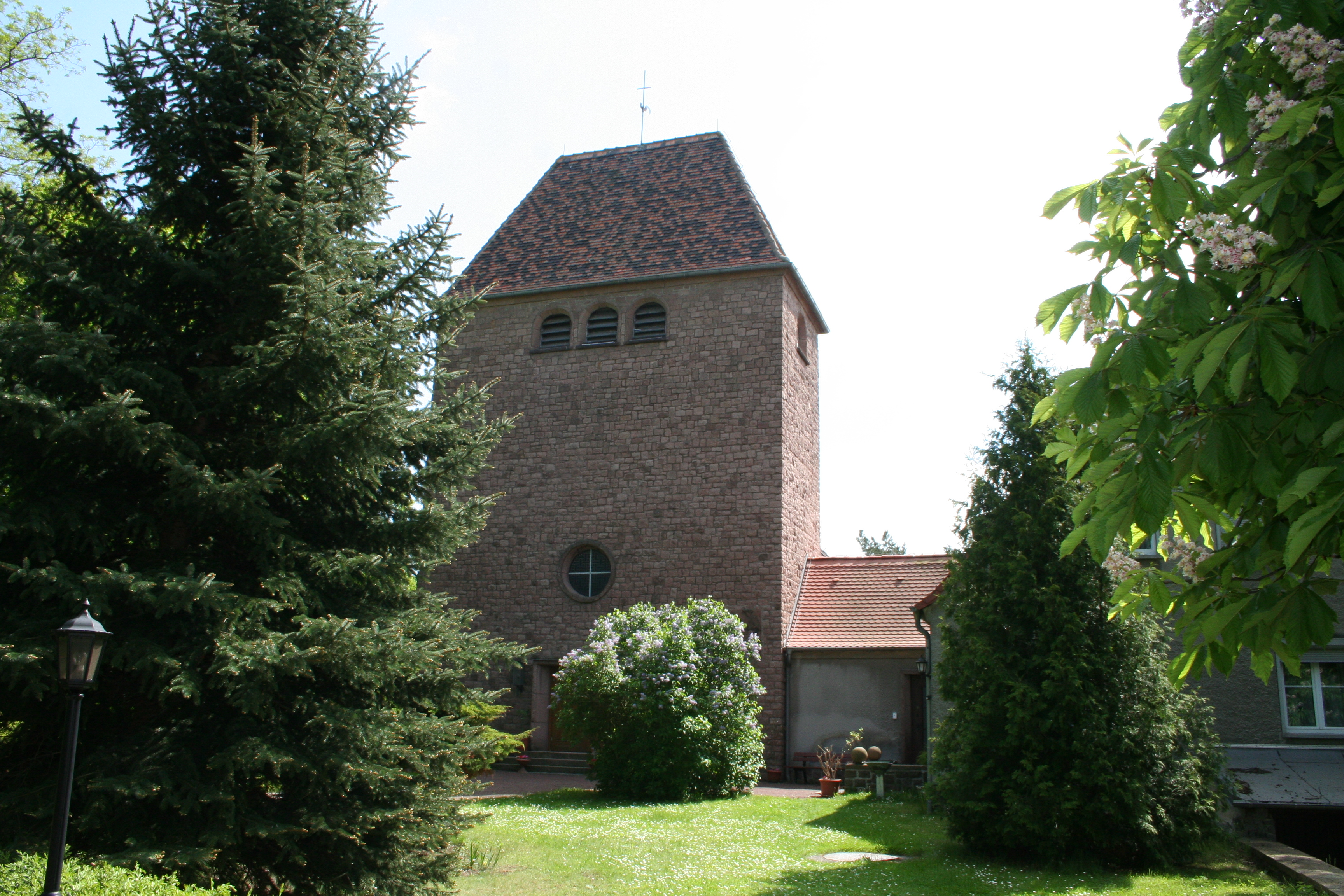
Kirche St. Bruno von Querfurt

Langeneichstädt ist ein Dorf im Saalekreis in Sachsen-Anhalt. Seit dem 1. Januar 2006 ist es ein Ortsteil der Stadt Mücheln (Geiseltal).

## Geografie
Langeneichstädt, ein durch die Landwirtschaft geprägter Ort, befindet sich im östlichen Randgebiet der Querfurter Platte, in einem Bachtal, an dem sich Richtung Geiseltalsee ein ausgedehntes Wiesengebiet mit Mischobstwiesen und Hängen befindet. 

## Geschichte
In einem zwischen 881 und 899 entstandenen Verzeichnis des Zehnten des Klosters Hersfeld wird (Langen-)Eichstädt als zehntpflichtiger Ort Ehstat im Friesenfeld erstmals urkundlich erwähnt. 1320 heißt es Eychstedt und 1364 wird zum ersten Mal Langeneichstädt erwähnt. 
Viele Ausgrabungen und Bodenfunde weisen aber auf eine deutlich längere Vergangenheit hin.
Die Orte Ober- und Niedereichstädt (auch Langen- und Markeichstädt genannt) gehörten bis 1815 zum wettinischen, später kursächsischen Amt Freyburg. Durch die Beschlüsse des Wiener Kongresses kamen sie zu Preußen und wurden 1816 dem Kreis Querfurt im Regierungsbezirk Merseburg der Provinz Sachsen zugeteilt, zu dem sie bis 1944 gehörten.
Seit dem 1. April 1937 ist die Gemeinde Langeneichstädt Rechtsnachfolgerin der Gemeinden Niedereichstädt und Obereichstädt.
1987 wurde bei Feldarbeiten am Rande des Ortes ein Steinkammergrab aus dem Mittelneolithikum entdeckt. In der Grabkammer war eine Menhirstatue, „Dolmengöttin“ genannt, verbaut. Der Ort ist als Großsteingrab Langeneichstädt bekannt.
Die Gemeinde ist seit dem 1. Januar 2006 ein Ortsteil der Stadt Mücheln (Geiseltal).

## Politik

### Wappen
Das Wappen wurde am 18. Oktober 1937 durch den Oberpräsidenten der Provinz Sachsen verliehen.
Blasonierung: „In Silber auf grünem Boden nebeneinander eine grüne Eiche mit goldenen Eicheln und ein roter Wartturm mit blauem Spitzdach.“
Die Gemeinde Langeneichstädt ist seit dem 1. April 1937 Rechtsnachfolgerin der Gemeinden Niedereichstädt und Obereichstädt. Dem Wappen liegt das alte Siegelbild der Gemeinde Niedereichstädt zu Grunde, das die Eichstädter Warte neben der Eiche zeigte.
Das Wappen wurde von dem Magdeburger Staatsarchivrat Otto Korn gestaltet.

### Ortspartnerschaften
Eine Partnerschaft besteht seit 1993 mit der Gemeinde Rudno nad Hronom aus der Slowakei.

## Museen und Vereine
Die Heimatstube mit ihren Ausstellungsstücken dokumentiert die Geschichte des Ortes.
- Heimatverein Langeneichstädt e. V.
- SV Grün-Weiß Langeneichstädt e. V.
- Schützenverein Langeneichstädt e. V.

## Sehenswürdigkeiten
- evangelische St.-Nikolai-Kirche in Obereichstädt
- ehem. katholische St.-Bruno-Kirche in Niedereichstädt
- evangelische St.-Wenzel-Kirche in Niedereichstädt
- Großsteingrab Langeneichstädt mit Menhir und Eichstädter Warte, das Original des Menhirs wird in Halle im Landesmuseum für Vorgeschichte ausgestellt.
- Bockwindmühle Langeneichstädt

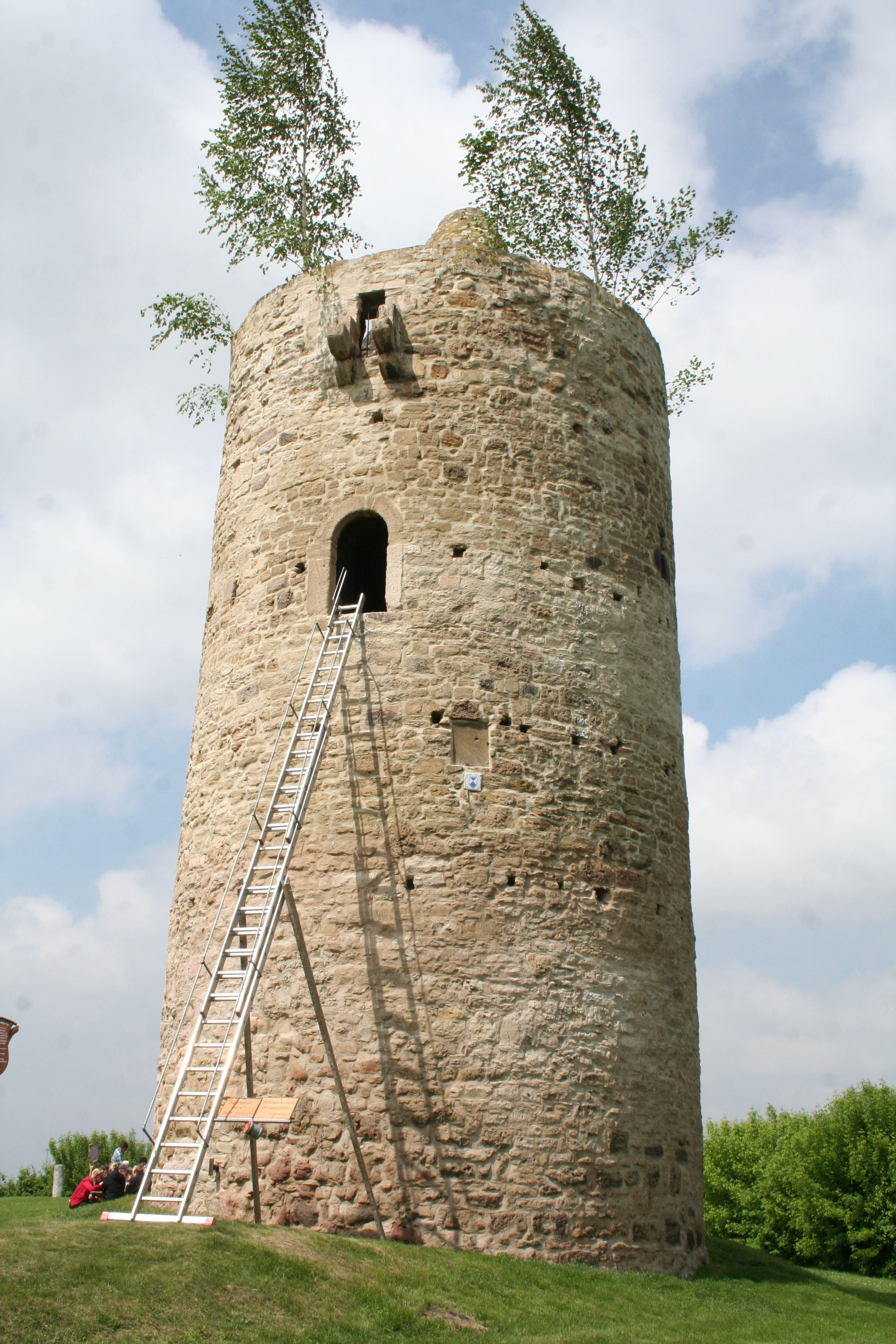
Die Eichstädter Warte
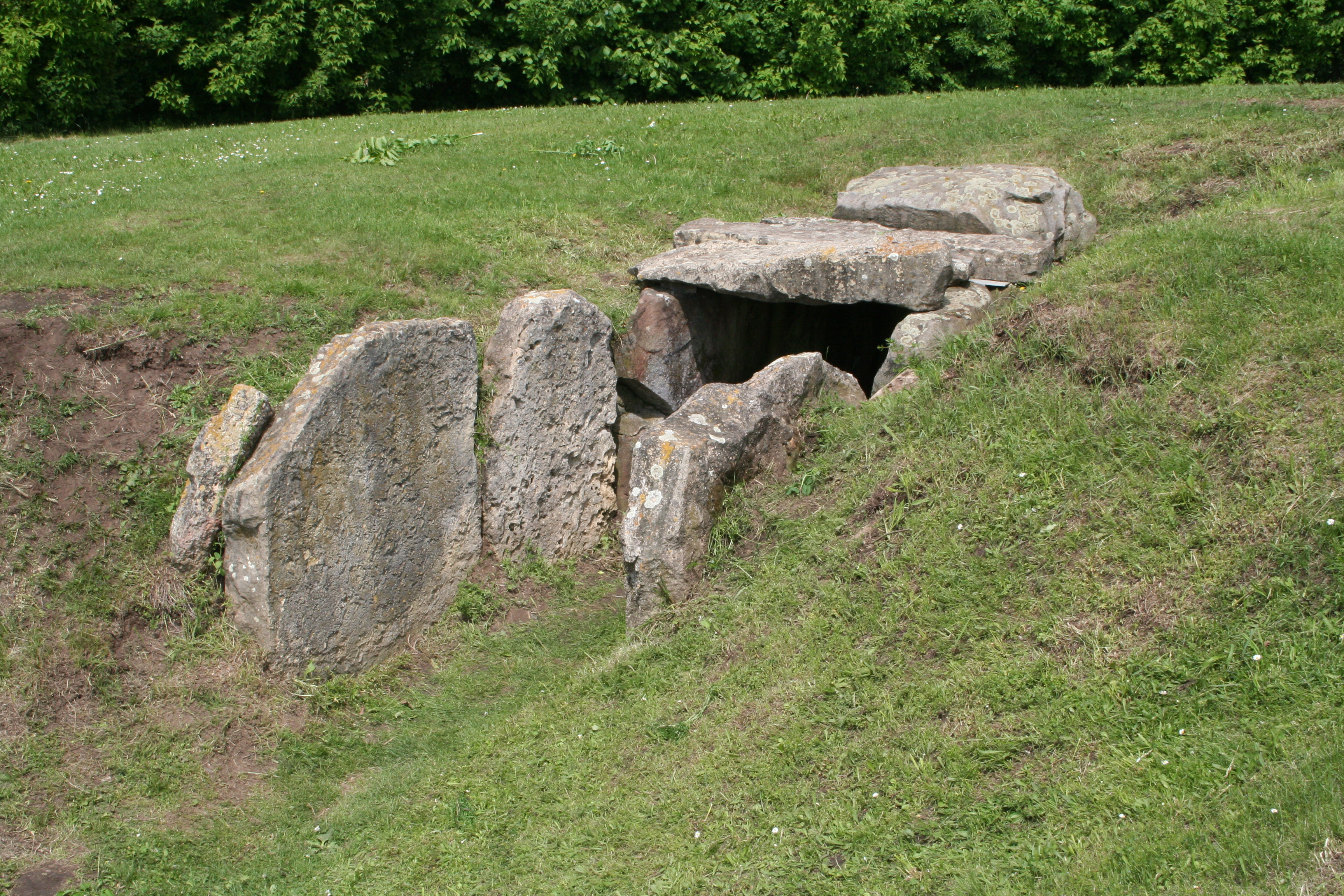
Das Großsteingrab Langeneichstädt
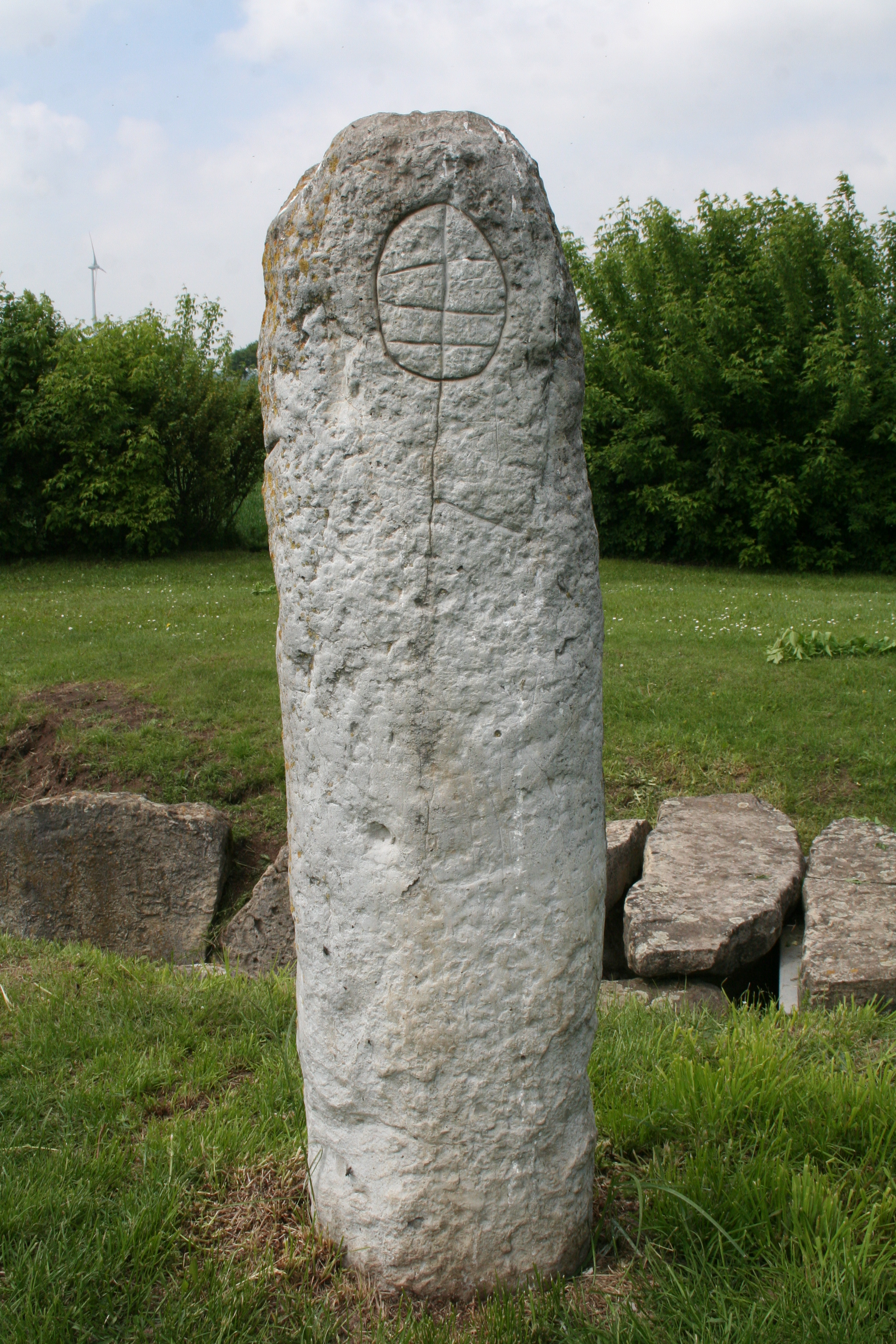
Der Menhir mit „Dolmengöttin“ (Replik)
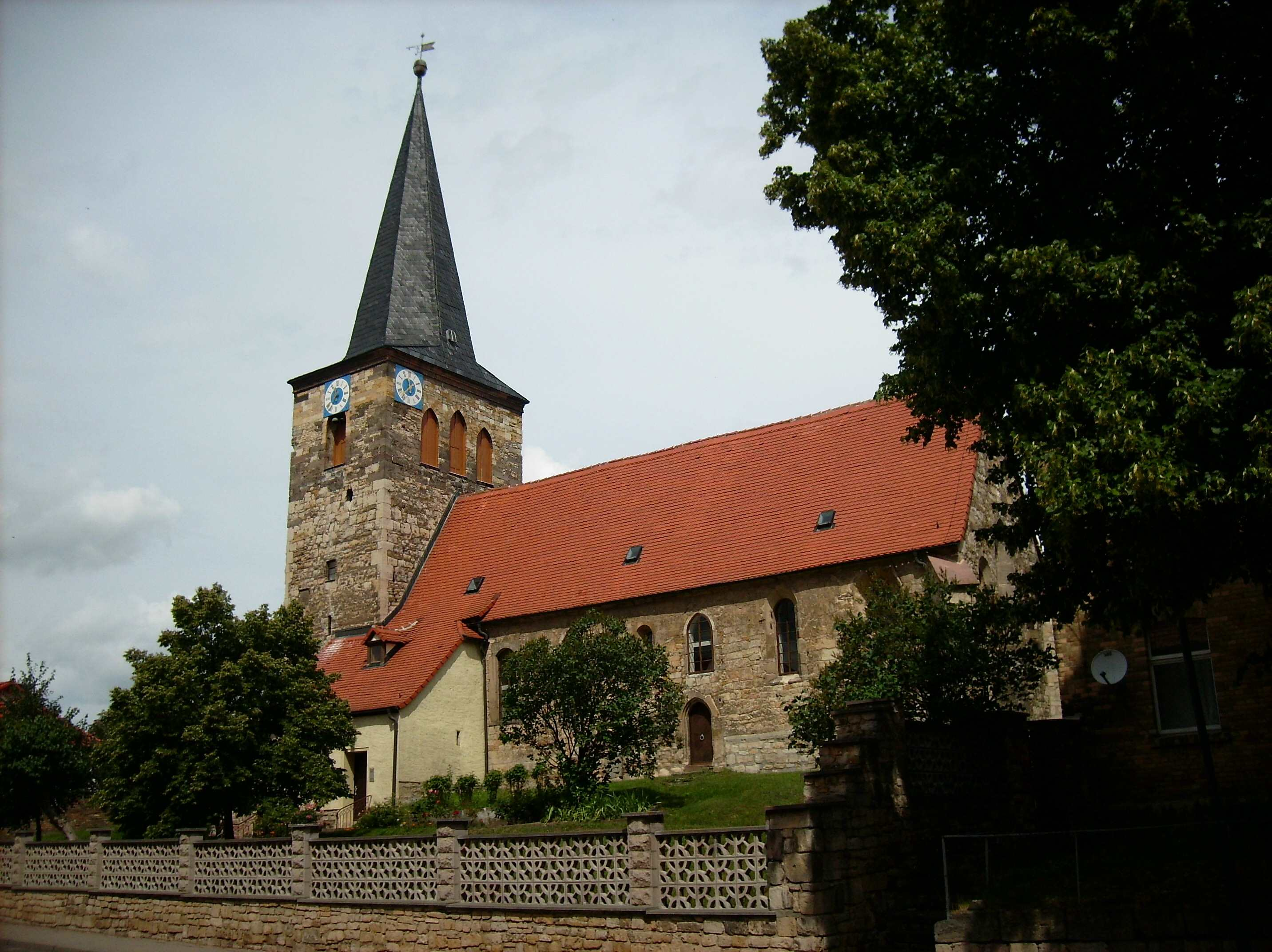
Die Kirche St. Nikolai
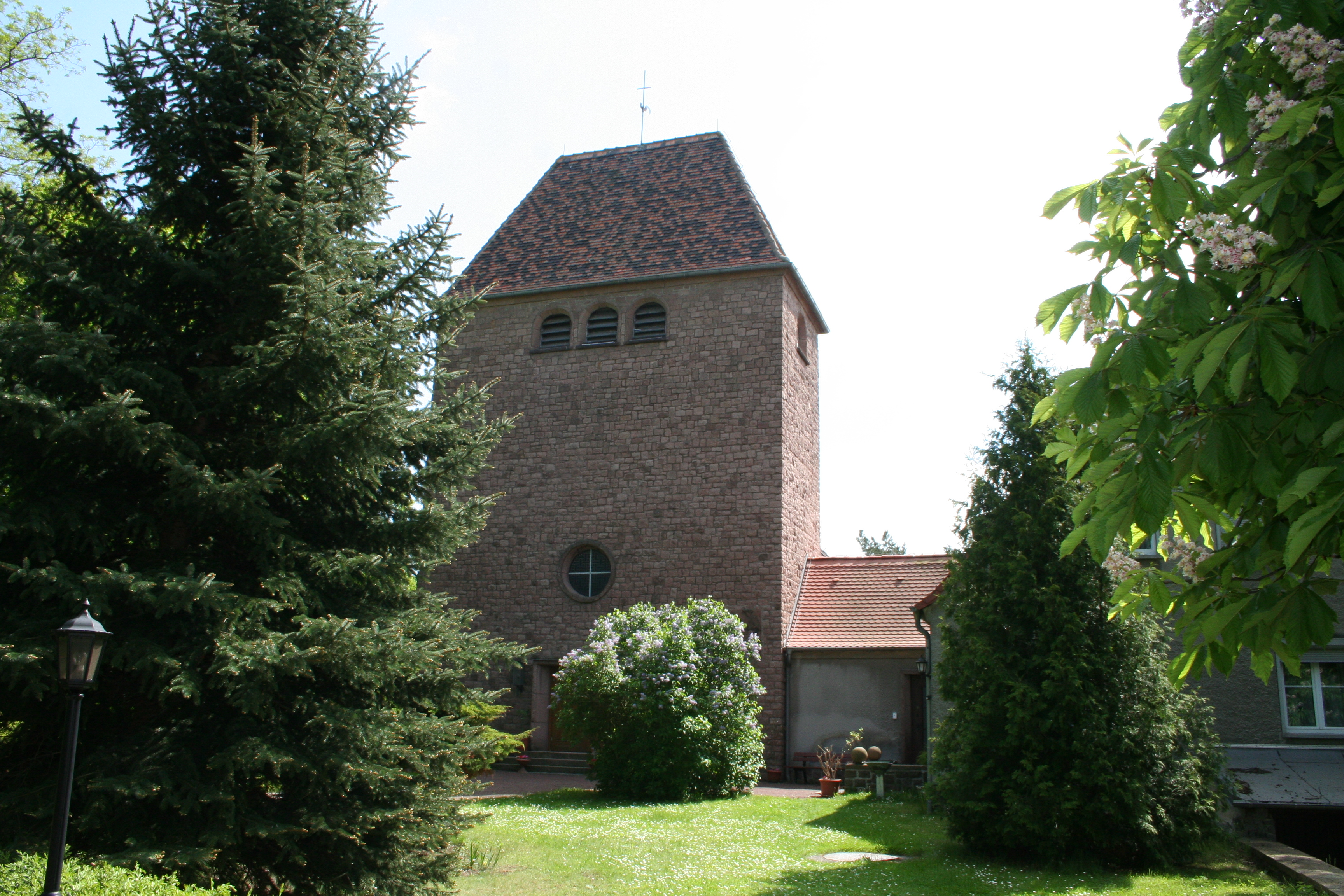
Katholische Kirche St. Bruno
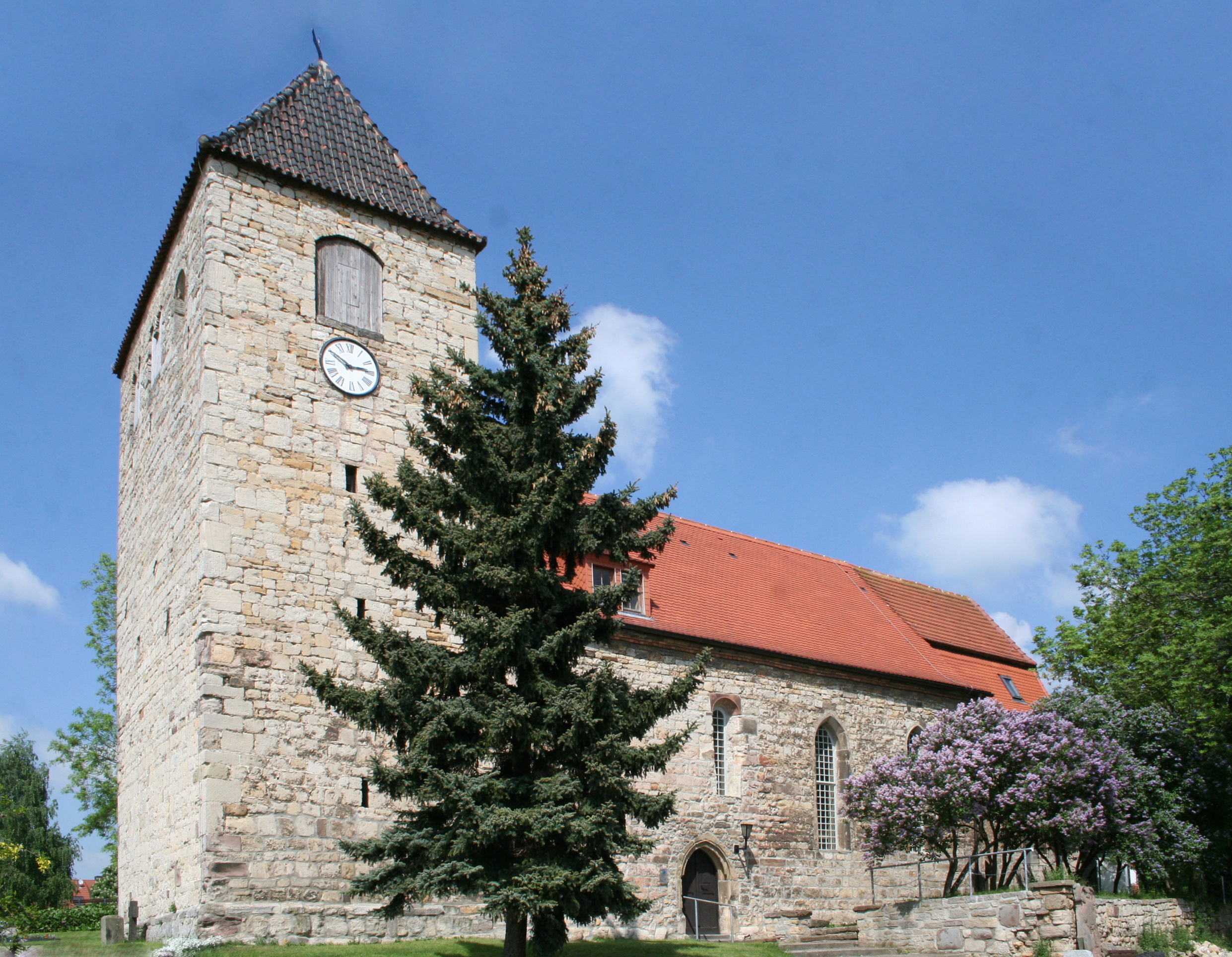
Die Kirche St. Wenzel
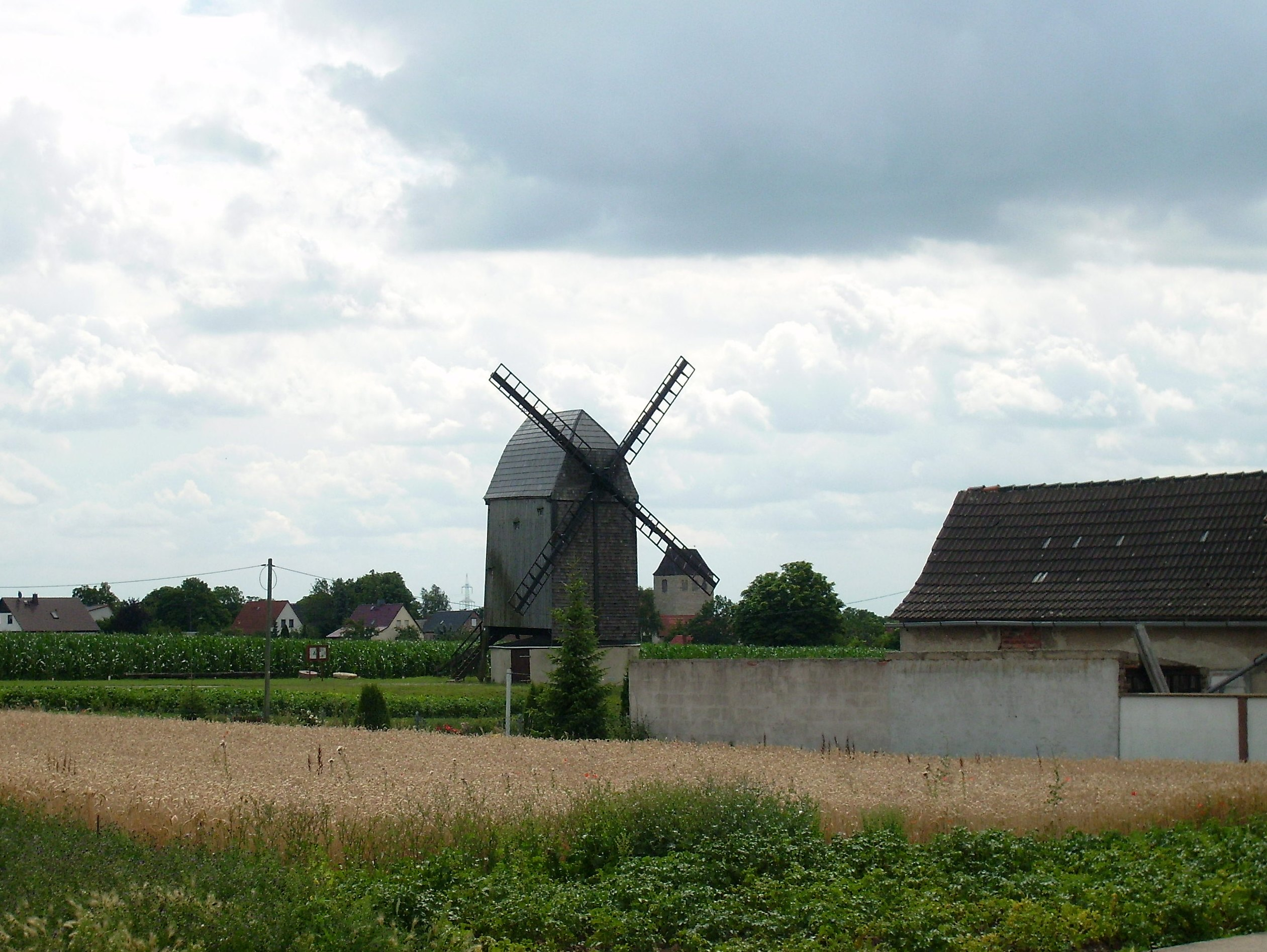
Bockwindmühle Langeneichstädt

## Verkehrsanbindung
Westlich des Ortes verläuft die Bundesstraße 180 von Querfurt nach Naumburg (Saale).
Der Ort besitzt einen Haltepunkt an der Bahnstrecke Merseburg–Querfurt, der im Stundentakt von der Linie S 11 Halle–Merseburg–Querfurt der S-Bahn Mitteldeutschland bedient wird. Lediglich am Sonntagvormittag wird nur ein Zweistundentakt angeboten.
Im öffentlichen Nahverkehr ist Langeneichstädt über die Haltestellen Barnstädter Weg, Kita, Obereichstädt, Querstraße und Schule mit folgenden Linien erreichbar:
- Bus 702 (PNVG Merseburg-Querfurt): Querfurt – Albersroda – Jüdendorf – Gleina – Langeneichstädt – Mücheln
- Bus 726 (PNVG Merseburg-Querfurt): Merseburg – Delitz – Oberwünsch – Langeneichstädt – Mücheln